# Aki Takayama
Aki Takayama (Osaka, Japó, 12 de març de 1970) és una nedadora japonesa de natació sincronitzada retirada que va arribar a ser medallera de bronze olímpica a Barcelona 1992 en el concurs per duos.

## Carrera esportiva
Al Campionat Mundial de Natació de 1991 celebrat a Perth va guanyar la plata en duo; a l'any següent, als Jocs Olímpics de 1992 celebrats a Barcelona (Catalunya) va guanyar la medalla de bronze en el concurs per duos, després dels Estats Units (or) i Canadà (plata), al costat de la seva companya d'equip que va ser Fumiko Okuno.